# The Legend of Marilyn Monroe
The Legend of Marilyn Monroe is een biografische documentaire uit 1966 over het turbulente leven van Marilyn Monroe. De film is geregisseerd door Terry Sanders, maar werd gepresenteerd door regisseur John Huston. De film die twee jaar na haar dood in 1962 uitkwam, was de eerste film ooit gemaakt over de actrice. Er komen onderwerpen aan de orde als haar vroege carrière als model, haar affaire met John F. Kennedy en haar onverwachte dood. De film bevindt zich in het publieke domein.